# 夏目久美
夏目 久美（なつめ くみ、1月22日）は女性タレント、声優。ANIMO所属。岡山県出身。身長150cm、血液型O型。

## 人物
愛称は「乙女(自称)」。
好物は「肉」。

## 経歴
幼少の頃より漫画家に憧れ、プロの漫画家を目指すも、ある日突然「男の子が描けない」という事に気づき、漫画家に成る事をあっさり断念した。地元の短大を卒業後、声優になる為に上京し芸能プロダクション㈱ＡＮＩＭＯに所属。
初仕事はテレビ東京の深夜ドラマ「ヴィーナス☆エンジェル」で謎の女子高生・上野広工事キャサリン役。声優ではなくタレントとして活動を開始する。後に自身のブログやラジオなどで「本当はタレントとしての活動はイヤだった」と事あるごとに語った。
その後、タレント活動に加えPCゲームの声を当てるなどの声優活動も始める。
自身のゲームキャラのコスプレをしてコミケなどに参加したこともある。

## 出演作品

### テレビ
究極癒し戦隊　ヴィーナス☆エンジェル（上野広工事キャサリン）

### PCゲーム
- まじかる☆ている（沙々）
- 黒髪少女隊（美津子、静、ジャスミン）
- へんしん☆ア・ラ・メイド（向坂明日奈）
- 幼馴染みのぬくもり（今川月葉）
- 魔隷奴～調教の館～（リーゼロッテ）
- 無限輪姦（松崎恵美）
- 夏空少女（数納ひな）
- カフェ・エハーブル（如月杏）
- 鳳凰戦姫舞夢（奇子）
- AVキング（女優）
- 義母のせつない誘惑（橘法子）
- 女子のおしっこいじめ ～女子便くんといわれたボクの6年間～（中村、井上）
- お嬢様はカタイのがお好き! ～神性なる女子寮日記～（九頭 えりか）

### コンシューマゲーム
- まじかる☆ている～ちっちゃな魔法使い～（沙々）

### CDドラマ
- 源内妖変図譜～深川七不思議の怪～（花魁）

### ラジオ
- ラジオ日本　ラジオドラマ「マルドロールの契約」
- 夏目久美のスウィートストロベリー
- 花小町の水ものラジオ（音泉）
- 萌え通信（ライブドア）
- 投稿チーム！ブログやろう！（どこでもUSEN）
- 和矢・久美のタラレバニラ（どこでもUSEN）
- 和矢・久美のタラレバニラＮＥＯ（ギャルゲドットコム）

### ナレーション
- キッズステーション「速水けんたろうのFan!Fan!Fan!」
- ヤマハ楽器「YAMAHAミュージックレッスンオンライン」

### 雑誌・コラム
- ぎゃるっ娘通信「夏目久美の肩にサル」
- 「健康」（主婦の友社）